# Diskarn
Diskarn (finska: Tiskari) är en ö i Finland. Den ligger i Skärgårdshavet och i kommunerna Sagu och Kimitoön i landskapet Egentliga Finland, i den sydvästra delen av landet. Ön ligger omkring 36 kilometer sydöst om Åbo och omkring 120 kilometer väster om Helsingfors.
Öns area är 52,3 hektar och dess största längd är 1,1 kilometer i sydöst-nordvästlig riktning. Ön höjer sig omkring 40 meter över havsytan.